# Burton Cummings

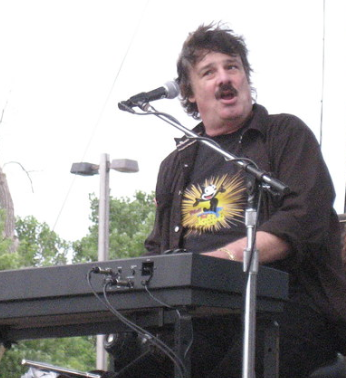
Burton Cummings (2011)

Burton Cummings (Winnipeg, 31 december 1947) is een Canadees muzikant en songschrijver. 

## Biografie
Als getalenteerd pianist en showbeest was van hij vanaf 1965 tien jaar lang zanger van de rockband The Guess Who. Nadat hij deze band in 1975 verlaten had, ging hij solo verder en scoorde hits als Stand Tall, I'm Scared en Break it to them Gently.
Eind jaren 70 maakte Cummings filmmuziek en ging hij ook acteren; zo speelde hij in 1982 in Melanie naast Don Johnson.
Tussen 2000 en 2003 kwam The Guess Who (de bezetting van American Woman) weer bijeen voor concerten. Cummings en gitarist Randy Bachman hebben vergeefs geprobeerd om de rechten op de groepsnaam in handen te krijgen en formeerden de Bachman-Cummings Band waarmee ze tot 2009 optraden. 
In 2011 werd het album Burton Cummings Live At Massey Hall opgenomen.
In 2016 kondigde de zanger op Facebook een nieuw studioalbum aan en werd hij opgenomen in de Canadian Music Hall of Fame. In 2018 ontving Cummings als songschrijver een oeuvreprijs.
Eind 2019 ondernam Cummings een solotournee waarbij zijn vaste begeleidingsband uitsluitend als voorprogramma optrad. Voor het eerst in zijn Guess Who-periode coverde hij bij sommige concerten John Preston's Running Bear (origineel van Grote Beer).

## Persoonlijk leven
Cummings trouwde op 22 september 1981 met Cheryl DeLuca. De bescheiden receptie vond plaats in het oude stadhuis van Toronto. 
Na jarenlang heen en weer pendelen tussen Los Angeles en Winnipeg verhuisde hij in 2017 naar Moose Jaw, Saskatchewan. Naast muzikant is Cummings ook eigenaar van een restaurantketen en een overtuigd stripverzamelaar. 
Verder is er een theater naar hem vernoemd.
- Biblioteca Nacional de España: XX899742
- Bibliothèque nationale de France: cb140464065 (data)
- International Standard Name Identifier: 0000 0000 8157 0080
- Library of Congress Control Number: n78024318
- MusicBrainz: 404c5c4c-7d08-44e4-9721-68a824edc144
- Nationale Bibliotheek van Israël: 987007319417605171
- Virtual International Authority File: 76516611
- WorldCat: E39PBJbH33X4pxqXCqYmMPGT73